# Dolina Czarnego Dunajca
Dolina Czarnego Dunajca – szeroka i długa dolina walna na Pogórzu Spisko-Gubałowskim oraz w Tatrach, stanowiąca orograficznie prawą odnogę doliny Dunajca.

## Położenie
Zdecydowana większość doliny zlokalizowana jest w zachodniej części Pogórza Spisko-Gubałowskiego. Od zachodu jej obramowanie tworzy grań główna Orawicko-Witowskich Wierchów, natomiast od wschodu grań główna Pogórza Spisko-Gubałowskiego i mało wybitny Nędzowski Dział. Od południa, poprzez dwie duże odnogi, dolina podchodzi pod grań główną Tatr na odcinku od Wołowca po Małołączniak.

## Topografia
Dolina ma liczne odgałęzienia. W dolnej jej części odchodzą od niej doliny Lepietnicy, Wielkiego Rogoźnika oraz Czarnego Potoku, natomiast w dolnej Dolina Magurska oraz liczne, pomniejsze dolinki niewielkich potoków. Po przejściu Bramy Witowskiej dolina Czarnego Dunajca rozgałęzia się na: Dolinę Chochołowską, Dolinę Lejową, Dolinę Kościeliską i Staników Żleb. Dnem doliny płynie Czarny Dunajec.
Najwyższym punktem górującym nad właściwą częścią doliny jest Palenica Kościeliska (1183 m), natomiast wliczając jej tatrzańskie odnogi – Starorobociański Wierch (2176 m), górujący nad Doliną Starorobociańską, będącą odnogą Doliny Chochołowskiej.